# K.I.Z
K.I.Z ist eine deutsche Hip-Hop-Formation aus Berlin, die seit der Schließung des Berliner Plattenlabels Royal Bunker bei Universal Music unter Vertrag steht. Sie besteht aus den Rappern Tarek, Maxim und Nico. Das Management wird von Beat The Rich (Bernhard „Beat“ Gottwald) wahrgenommen.

## Geschichte

Logo von K.I.Z, der ‚Notenständer‘

Die K.I.Z-MCs waren für kurze Zeit in der Reimliga Battle Arena (RBA) vertreten. Tarek nannte sich „Schwiegersohn“, Maxim „Stiefvater“ und Nico „Warmer Bruder“.
Nach der Gründung von K.I.Z erschien am 9. Mai 2005, im Rahmen der Royal Bunker Streetoffensive, ihr erstes Street-Album Das RapDeutschlandKettensägenMassaker. Am 17. Februar 2006 erschien ihr Mixtape Böhse Enkelz. Der Tonträger erschien auch als 2-CD-Limited-Edition; auf der zweiten CD befindet sich eine screwed-&-chopped-Version des ersten Albums. Im August 2006 gingen K.I.Z zusammen mit der Bloodhound Gang auf Deutschland-Tournee. Anfang 2007 begleiteten K.I.Z Kollegah, DJ Zettt und Prinz Pi auf der !DonnerwetteR!-Tour.
Bei Rock am Ring 2007 sollten K.I.Z bei der Aftershowparty auftreten. Jedoch wurden sie kurzfristig ausgeladen, da die Texte der Band nach Meinung eines Sponsors zu anstößig seien. Doch die Band rappte bereits ein Jahr darauf (5. Juni 2008) vom Dach eines Busses auf dem Campingplatz C2. Hip-Hop auf einem Rockfestival zu spielen, wurde von einigen Fans als Provokation angesehen und mit Bierdosenwürfen beantwortet.
Am 17. August 2007 war K.I.Z thematischer Mittelpunkt einer XXL-Ausgabe der MTV-Show Urban TRL. Neben einem Interview trat die Band außerdem live auf und präsentierte ihre erste Single Geld essen (Ausgestopfte Rapper). Bereits im Juli konnte das Video zu dem Song Ellenbogengesellschaft (Pogen) bei TRL gewählt werden. Nachdem sie diverse Male mit dem Video zu Geld essen in den TRL Most Wanted vertreten waren, konnten sie am 23. August 2007 Platz 1 der TRL-Charts erreichen. In der Show Urban TRL war ihre bisherige Höchstplatzierung Platz 3. Am 21. August waren die Berliner in der Hip-Hop-Show MTV Urban zu Gast. K.I.Z schaffte es im August auf die Titelseite des Fachmagazins Backspin.
Am 20. August 2007 veranstaltete die Band ein Konzert unter dem Motto „Reclaim your U-Bahn“ vor dem U-Bahnhof Schlesisches Tor in Kreuzberg. Zwischen 20:30 Uhr und 23:30 Uhr versuchte die Polizei die Veranstaltung, zu der etwa 1000 Menschen gekommen waren, aufzulösen; es kam zu acht Festnahmen. Ursprünglich sollte das Konzert in einem U-Bahn-Waggon stattfinden, was jedoch  durch die Schließung des Bahnhofs durch die Berliner Verkehrsbetriebe verhindert wurde. K.I.Z verlegten das illegale Konzert daraufhin nach draußen.
Am 24. August 2007 erschien ihr erstes richtiges Album Hahnenkampf, das mit Hilfe von Universal vertrieben wird und auf Platz 9 der Album-Charts landete. Im Sommer 2007 waren K.I.Z auf der Raus aus dem Körper, Rein in den Club-Tour in Deutschland, Österreich und der Schweiz unterwegs. Die Vorband bei der Tour 2008 war The toten Crackhuren im Kofferraum. Im Video zu Geld essen küssen sich zwei homosexuelle Männer, was nach eigenen Angaben ein persönliches Statement gegen Homophobie im Hip-Hop sein soll.
2008 war die Berliner Gruppe für den Musikpreis Echo in der Kategorie Video national nominiert. Vom 20. März 2008 bis zum 19. April 2008 waren K.I.Z auf ihrer Einer muss es ja machen-Tournee. Bei einigen Konzerten wurde die Gruppe von den Hip-Hop-Musikern DJ Reckless und Corus 86 begleitet. Außerdem traten bei allen Konzerten die Turntable Hools auf – ein DJ-Duo, bestehend aus den K.I.Z-Mitgliedern DJ Craft und Nico.

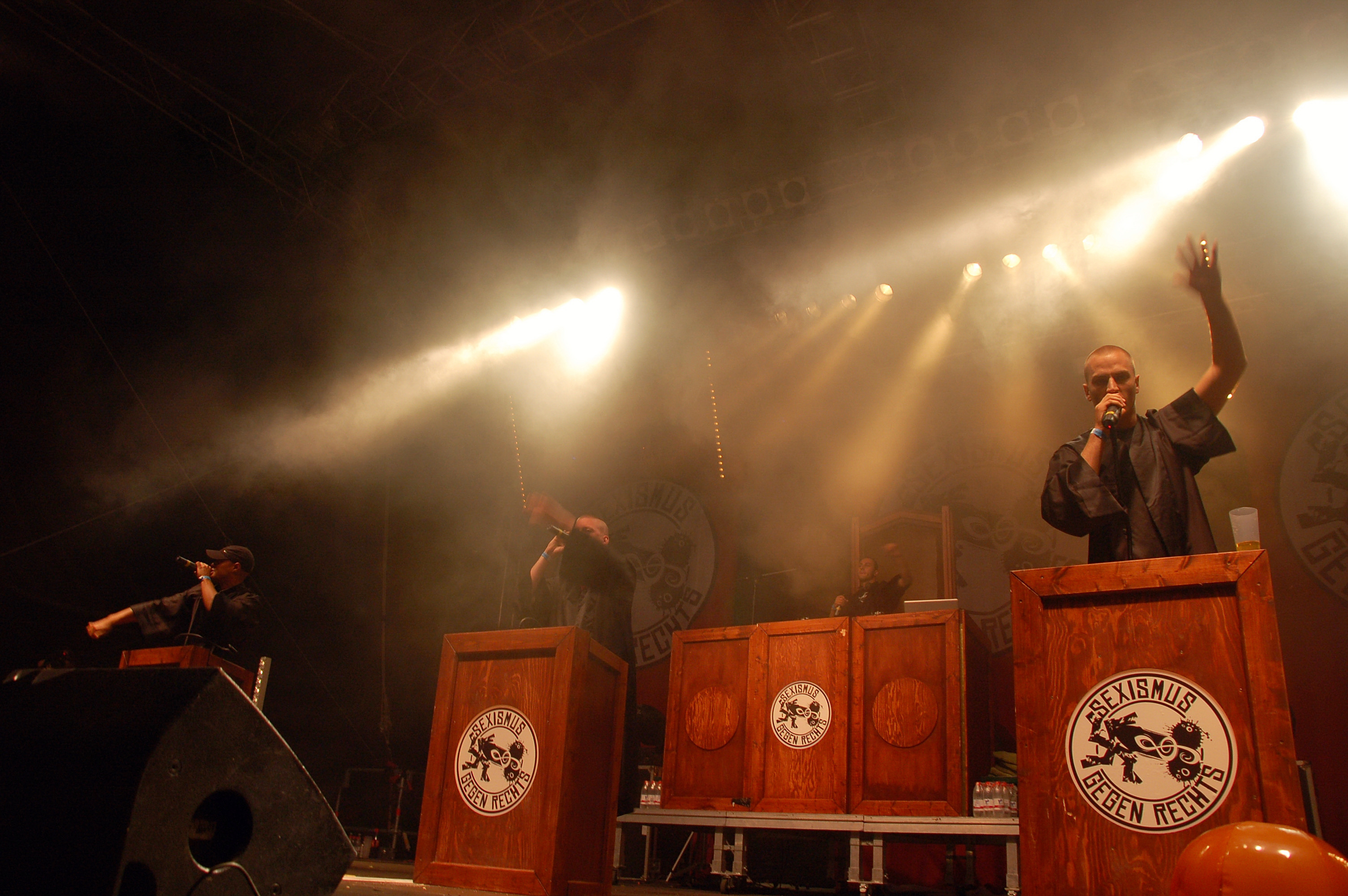
K.I.Z auf dem Mini-Rock-Festival, 2009

Aus dem Album Hahnenkampf wurde im Juni 2008 das Lied Neuruppin, eine Coverversion des The-Animals-Klassikers The House of the Rising Sun, als letzte Single veröffentlicht. Im Text geht es um Mord und Kannibalismus an Frauen. Im Juni 2008 wurde – zusammen mit Kubikfoto³ – dazu ein interaktives Musikvideo veröffentlicht. Im Liedtext wird ein Bezug zum Serienmörder Carl Großmann hergestellt; die Parallelen zwischen Liedtext und Großmanns Verbrechen waren der Gruppe angeblich nicht bewusst.
Nico nahm 2008 mit der Metalcore-Band Callejon für deren Album Zombieactionhauptquartier den Song Porn from Spain auf.
Am 10. Juli 2009 erschien das Album Sexismus gegen Rechts. Das Album kritisiert, meist ironisierend, Missstände in Gesellschaft, Politik und Wirtschaft.
Im April 2010 begannen die Arbeiten am neuen Album Urlaub fürs Gehirn, das von der Soundästhetik an den Vorgänger anknüpfen soll. Darum wurde als Produzent unter anderem wieder der Münchener Tai Jason verpflichtet, der die Aufnahmen in seinem Studio betreut. Urlaub fürs Gehirn ist am 3. Juni 2011 erschienen und stieg auf Platz 4 in die deutschen Charts ein.
Außerdem waren sie 2012 als Vorband von Die Ärzte auf Tournee.
Im Januar 2013 veröffentlichten K.I.Z zusammen mit dem Berliner Rapper Flexis den Song Strahlemann und Söhne über 16bars.de, der auf dessen Album Egotrips zu finden ist.
Im Juni 2013 veröffentlichten sie ihr neues Video Ich bin Adolf Hitler. Der Song ist auf dem Mixtape Ganz oben enthalten, das am 9. Juli 2013 erschien. Im Video dazu wird Hitler vom jüdischen Comedian Oliver Polak gespielt.
Am 24. April 2015 gaben K.I.Z bekannt, dass ihr fünftes Studioalbum Hurra die Welt geht unter am 10. Juli 2015 erscheinen werde. Vom Stil her werde es ernster sein und sich eher wie ein Konzeptalbum an einem Thema orientieren. Der Weltuntergang werde hier nicht negativ bewertet, sondern eher für einen Neuanfang, eine Revolution stehen.
Im Jahr 2016 veröffentlichte die Band aufwändig gedrehte, kriminalistisch-forensische Geschichten, die an die Serie Medical Detectives angelehnt sind und mit einer Original-Digibeta-Kamera aufgenommen wurden. Darin sind unter anderem Kriminalbiologe Mark Benecke und der Rapper Casper zu sehen.
Am 24. Februar 2017 wurde auf YouTube unter dem Namen Die Schwarzwälder Kirschtorten der satirische Schlager Glück gehabt veröffentlicht. Darin werden Problemthemen wie der Sextourismus in Thailand und der Drogenhandel in Südamerika angesprochen.
Im Februar 2018 gaben K.I.Z bekannt, dass ihr Discjockey DJ Craft und die drei übrigen Musiker ab der kommenden Tour getrennte Wege gehen werden.
Mitte August 2018 veröffentlichten die Mitglieder von K.I.Z unter Pseudonymen, zusammen mit einigen anderen Künstlern, als Verbales Style Kollektiv das Album Wo die wilden Kerle flowen. Schon zuvor (seit 2013) wurden unter diesem Namen einige Songs veröffentlicht. Das Album ist im Stil des Hip-Hops der 1990er Jahre gehalten. 2018 ging die Band auf Tournee in mehreren deutschen Städten sowie je einmal in Österreich und der Schweiz, wobei die Konzerte dieser Tour ausschließlich einem weiblichen Publikum vorbehalten waren.
Am 4. Dezember 2020 erschien das Mixtape Und das Geheimnis der unbeglichenen Bordellrechnung, bevor am 28. Mai 2021 das sechste Studioalbum Rap über Hass veröffentlicht wurde.
Zur Bundestagswahl 2021 erschien ein Abschiedslied an die scheidende Bundeskanzlerin Angela Merkel unter dem Titel Danke Merkel.

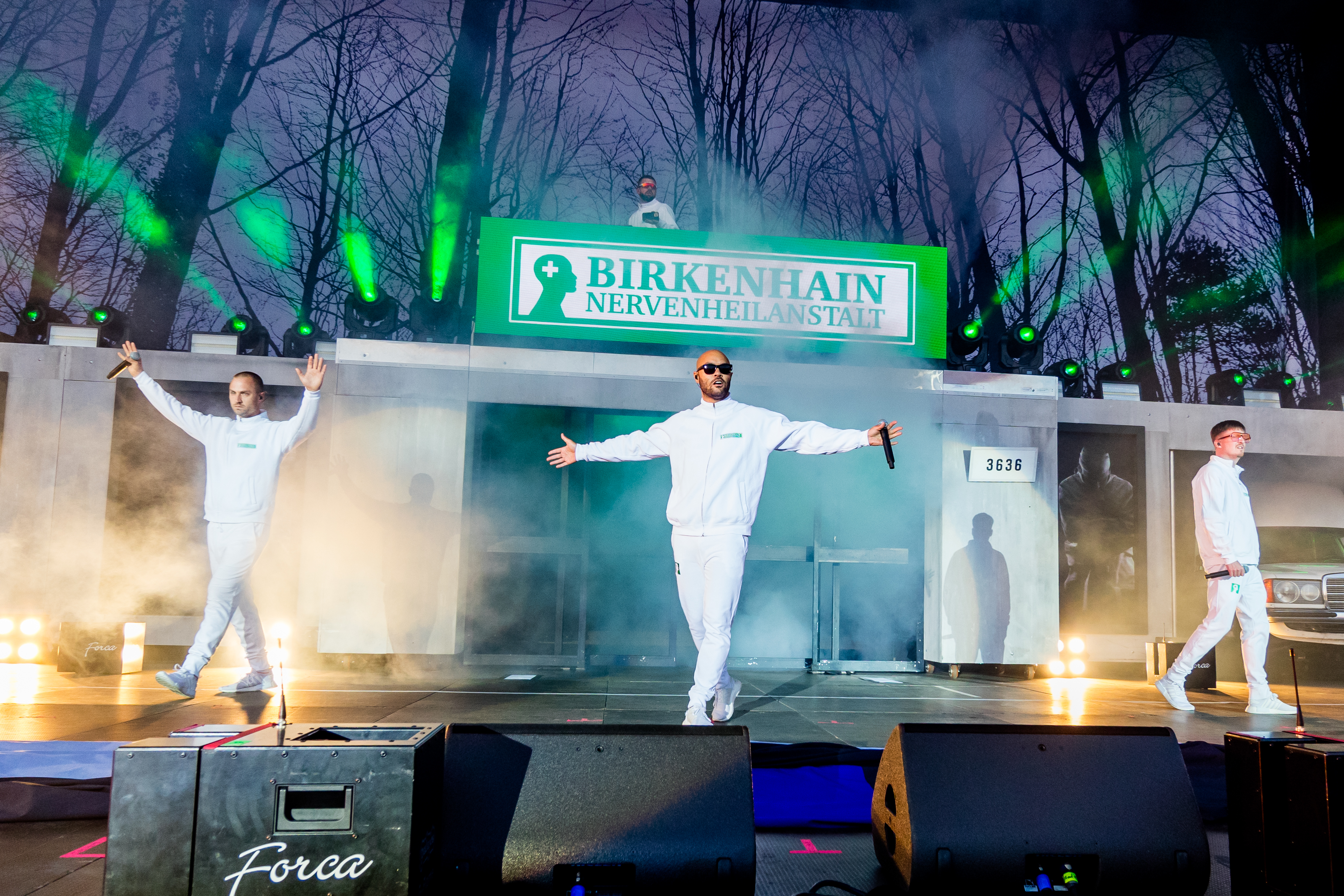
K.I.Z bei Rock am Ring 2023

Seit 2011 gibt die Band regelmäßig am Internationalen Weltfrauentag ein Konzert, das nur von Frauen besucht werden darf. Am Weltfrauentag 2023 fand das Nur für Frauen-Konzert gemeinsam mit der Popband No Angels in der Berliner Mercedes-Benz Arena statt. Alle 17.000 Tickets waren innerhalb 24 Stunden ausverkauft. Gemeinsam sangen K.I.Z und die No Angels einen unveröffentlichten Song, der ein Sample von Ladies Night von Kool & the Gang enthielt.
Am 21. Juni 2024 erschien das siebte Studioalbum Görlitzer Park. Mit dem Album legen K.I.Z den Fokus auf ernste Themen und persönliche Songs. So ist auf vielen der Lieder jeweils nur einer der Rapper zu hören. Parallel dazu erschien am 20. Juni unangekündigt das Album Und der Anschlag auf die U8, das als Pendant zu Görlitzer Park aus ironischen und komischen Songs besteht. Inhaltlich ähnelt es dem Mixtape Und das Geheimnis der unbeglichenen Bordellrechnung.

## Musikstil
Markenzeichen der Gruppierung sind satirische, provokante und politikkritische Texte. Typisch sind starke Übertreibungen, etwa in Form von Parodien gegenüber anderen Rappern, Personen oder dem Hip-Hop-Genre selbst. K.I.Z wendet sich gegen die deutsche Politik und Phänomene wie Starallüren (Wir werden jetzt Stars) oder auch das Leben im Prekariat (Frei sein RMX).

## Politisches Engagement
Im Februar 2010 riefen K.I.Z mit einem YouTube-Video zur Teilnahme an der antifaschistischen Demonstration Dresden Nazifrei auf. Am 8. März 2011 wurde bekanntgegeben, dass Maxim und Nico als Spitzenkandidaten für Die PARTEI im Berliner Bezirk Friedrichshain-Kreuzberg für die Wahl zum Abgeordnetenhaus von Berlin 2011 im September kandidieren. 2016 waren sie Spitzenkandidaten für Die PARTEI für die Wahl zum Abgeordnetenhaus von Berlin 2016. Sie kandidierten auch wieder in Friedrichshain-Kreuzberg.
Am 3. September 2018 spielten sie neben u. a. Feine Sahne Fischfilet, Kraftklub und Die Toten Hosen auf einem Konzert gegen Rassismus und Fremdenfeindlichkeit in Chemnitz unter dem Motto „Wir sind mehr“. Der Hintergrund der Veranstaltung war die Tötung eines deutsch-kubanischen Mannes in Chemnitz, was zu rechtsextremen Ausschreitungen und einem antisemitischen Angriff auf ein jüdisches Restaurant in der Stadt geführt hatte.
In der im Januar 2024 veröffentlichten Single „Frieden“ kritisiert die Band die Politik der NATO und plädiert für Pazifismus.

## Bedeutung des Namens
Der vermeintlichen Abkürzung K.I.Z werden von der Band selbst oft unterschiedlichste Bedeutungen zugewiesen. Häufige Bezeichnungen sind unter anderem Kannibalen in Zivil, Klosterschüler im Zölibat, Künstler in Zwangsjacken, Kriegsverbrecher im Zuchthaus, Karotten Ingwer und Zwiebel, Kapitalismus ist zauberhaft oder Kreuzritter in Zentralasien; unter anderem wird in den Liedern Rosenbusch feat. Rhymin Simon, Das Kannibalenlied und Selbstjustiz von Klosterschüler im Zölibat gesprochen. Auf ihrer Myspace-Seite benutzten sie den Benutzernamen KannibalenInZivil und Kapitalismus Ist Zauberhaft.
K.I.Z-Rapper Maxim meinte in einer humoristischen Autobiografie, die Buchstaben hätten sich Sprayer ausgedacht, weil sie „so aggressiv klingen“. In einem Interview mit dem BerlinBlock erklärten K.I.Z wiederum, dass sie den Namen seit ihrer Tätigkeit als Sprayer tragen, wo er „nur eine peinliche englische Bedeutung“ hatte.

## Künstler

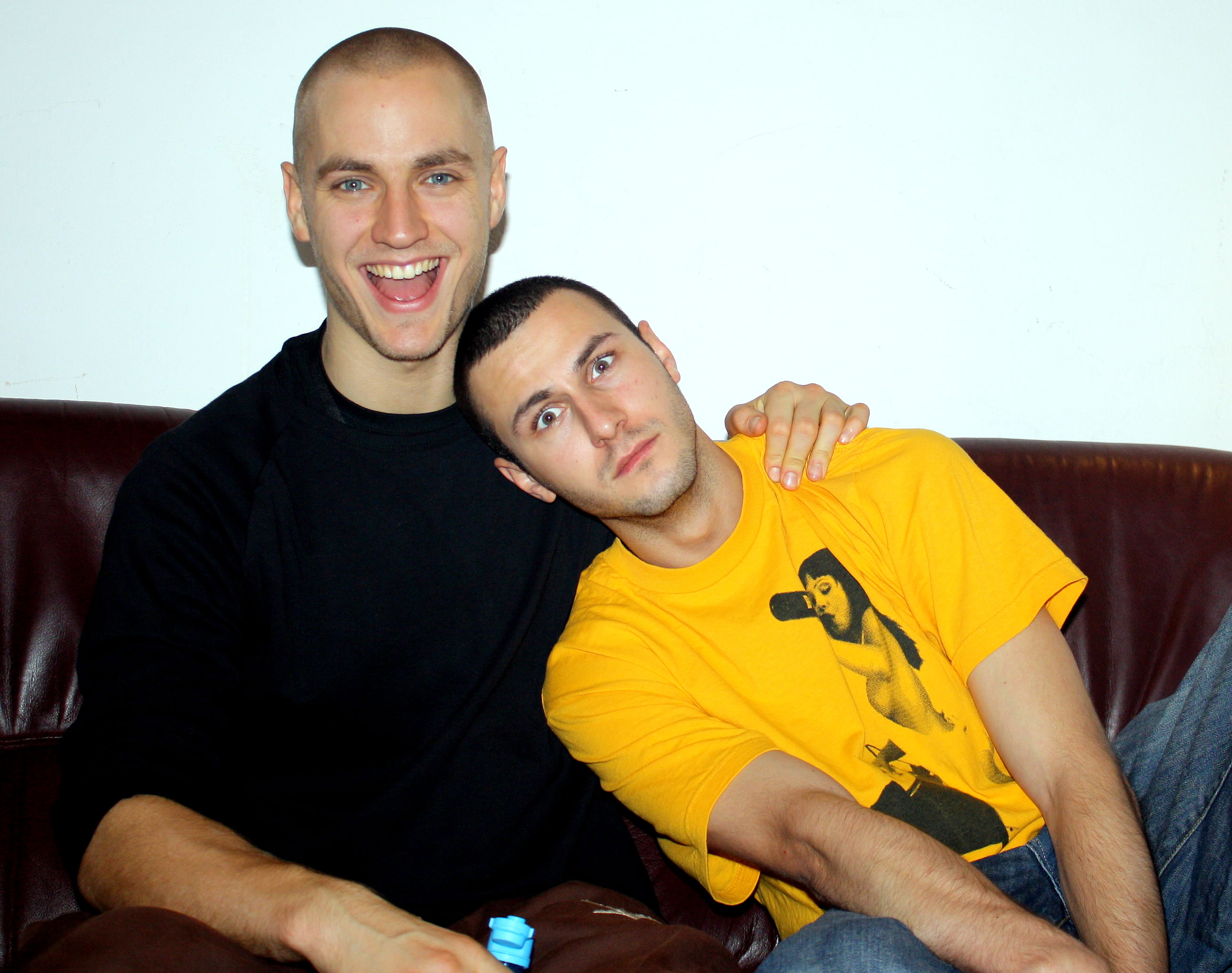
Maxim und DJ Craft

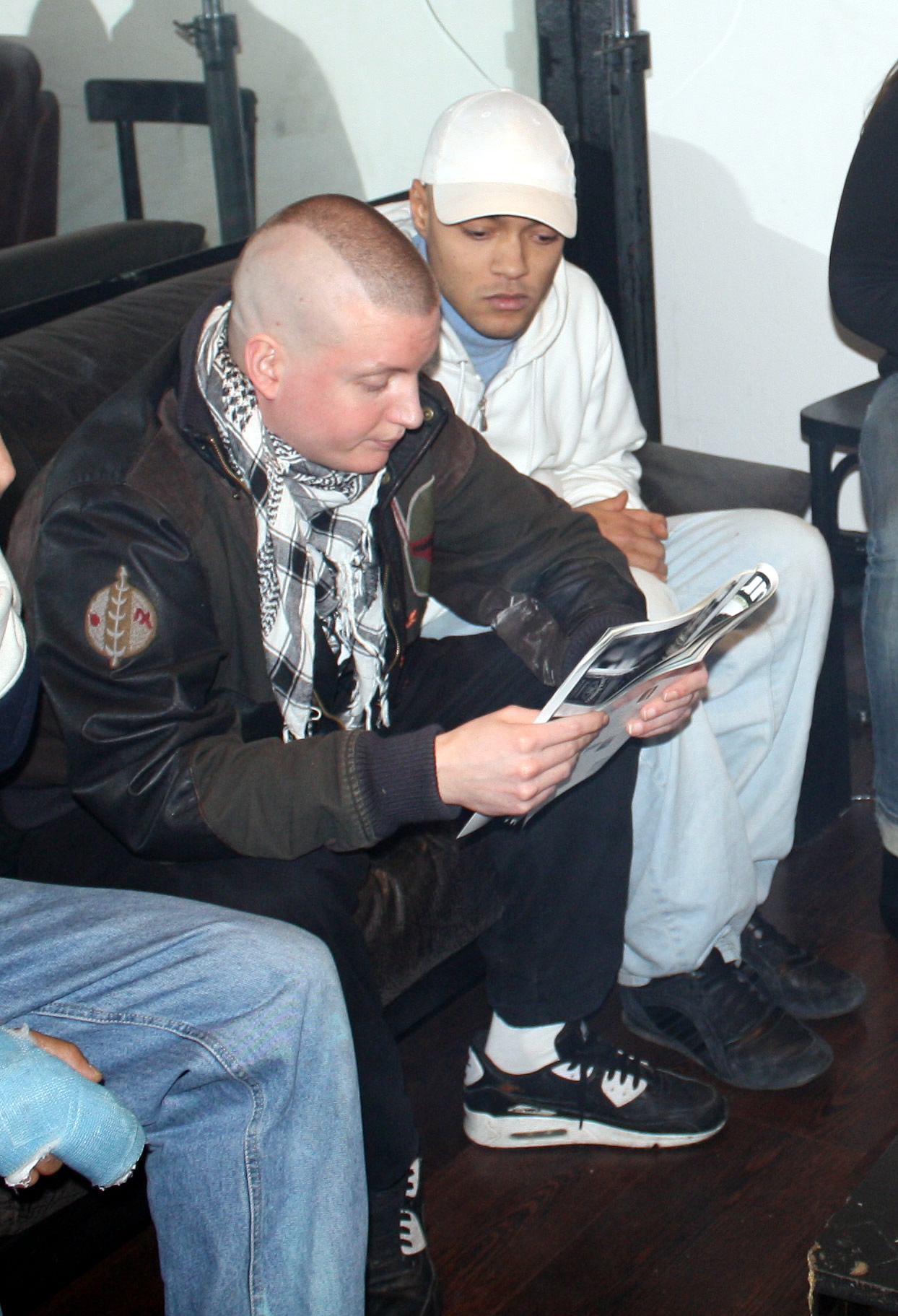
Nico und Tarek

### Maxim
Maxim (bürgerlich Maxim Drüner) wurde 1984 geboren, hat französische Wurzeln und spricht fließend Französisch, was er bei seinem Part in Tanz zur Schau stellt. Maxim wuchs in Berlin-Kreuzberg auf. Schon vor K.I.Z rappte er mit Tarek. Wegen seiner Körpergröße nennt er sich auch Der weiße Riese. Wie sein Band-Partner Nico war Maxim Kandidat der Partei Die PARTEI für die Wahl zum Berliner Abgeordnetenhaus 2011. Auf einem Kongress des SDS diskutierte er 2012 mit der Rapperin Sookee über Frauenbilder, Sexismus und Homophobie im Hip-Hop.

### Nico
Nico (bürgerlich Nico Seyfrid) wurde 1983 geboren, wuchs in Berlin-Hermsdorf auf und begann mit 15 Jahren zu rappen. Seine Karriere, für die er sein Soziologiestudium abbrach, begann mit der Gründung von K.I.Z. Den Namen Euro8000 legte er wieder ab, um eine Verwechslung mit Euroboy – Gitarrist der Death-Punk-Band Turbonegro – auszuschließen, da jener mit SS-Tellermütze auftritt. Des Weiteren fungiert er zusammen mit seinem Partner Grzegorz Olszówka – früher der Frontmann der Berliner Szeneband ArEt – als Produzentenduo Wass Bass. Diese produzieren einige Beats für K.I.Z-Tracks, remixen diese manchmal und produzieren eigene Techno-Tracks, mit denen sie gelegentlich als Vorgruppe für K.I.Z auftreten. Im Dezember 2012 veröffentlichte das Duo mit The Germans from the Future ihr erstes Album. Zudem trat Nico 2012 unter dem Pseudonym „Fledermausmann“ zusammen mit Kraftklub auf dem 15. splash! in Ferropolis auf. Auf Das RapDeutschlandKettensägenMassaker lief er noch unter Euro oder Euro2000.

### DJ Craft
Sil-Yan (bürgerlich Sil-Yan Bori) wurde am 25. Januar 1985 in Berlin geboren und hat ungarische Wurzeln. Er begann im Alter von 13 Jahren mit dem DJ-ing. Auf seinen Konzerten spielt er eine Kombination aus Funk, Hip-Hop, Drum and Bass und Dancehall. Er bedient sich aber auch anderer Stile wie Soca, Klezmer, Samba, Bhangra und auch Gypsy. Zeitgleich mit der Gründung von K.I.Z bildete sich die Jazz/Hip-Hop-Gruppe S.E.K. (Subground Entertainment Kombinat), in der er ebenfalls als DJ fungierte. Des Weiteren ist er Mitglied des Berliner Soundsystems Body Rock. Mit den DJs Mad Milian und Philipp liegen hier Reggae-, Hip-Hop- und Dancehall-Styles im Vordergrund. Auch mit der Nu-Metal-Band Instead arbeitet der DJ zusammen. 2003 wurde er dann als DJ der Klezmer-Punk-Hip-Hop-Band Rotfront engagiert. Seit dem Sommer 2010 arbeitet DJ Craft auch intensiv mit den Drunken Masters zusammen, mit denen K.I.Z schon vorher auf Tour war. Im Februar 2018 trennten sich K.I.Z und DJ Craft.
DJ Craft wurde bei den Hiphop.de Awards 2009 und 2010 als „Bester DJ National“ und 2011 als „Bester DJ“ ausgezeichnet.

## Diskografie
Studioalben

| Jahr | Titel Musiklabel                                                   | Höchstplatzierung, Gesamtwochen, AuszeichnungChartplatzierungen (Jahr, Titel, Musiklabel, Platzierungen, Wochen, Auszeichnungen, Anmerkungen) | Höchstplatzierung, Gesamtwochen, AuszeichnungChartplatzierungen (Jahr, Titel, Musiklabel, Platzierungen, Wochen, Auszeichnungen, Anmerkungen) | Höchstplatzierung, Gesamtwochen, AuszeichnungChartplatzierungen (Jahr, Titel, Musiklabel, Platzierungen, Wochen, Auszeichnungen, Anmerkungen) | Anmerkungen                                               |
| Jahr | Titel Musiklabel                                                   | DE | AT | CH | Anmerkungen                                               |
| ---- | ------------------------------------------------------------------ | --- | --- | --- | --------------------------------------------------------- |
| 2005 | Das RapDeutschlandKettensägenMassaker Royal Bunker (Groove Attack) | — | — | — | Erstveröffentlichung: 9. Mai 2005                         |
| 2007 | Hahnenkampf Royal Bunker (Groove Attack)                           | DE9 Gold · (8 Wo.)DE | AT47 (2 Wo.)AT | — | Erstveröffentlichung: 24. August 2007 Verkäufe: + 100.000 |
| 2009 | Sexismus gegen Rechts Royal Bunker / Vertigo Records (UMG)         | DE7 Gold · (8 Wo.)DE | AT32 (2 Wo.)AT | CH69 (1 Wo.)CH | Erstveröffentlichung: 10. Juli 2009 Verkäufe: + 100.000   |
| 2011 | Urlaub fürs Gehirn Vertigo Records (UMG)                           | DE4 Gold · (13 Wo.)DE | AT17 (2 Wo.)AT | CH19 (2 Wo.)CH | Erstveröffentlichung: 3. Juni 2011 Verkäufe: + 100.000    |
| 2015 | Hurra die Welt geht unter Vertigo Records (UMG)                    | DE1 ×3Dreifachgold · (65 Wo.)DE | AT4 (10 Wo.)AT | CH1 (10 Wo.)CH | Erstveröffentlichung: 10. Juli 2015 Verkäufe: + 300.000   |
| 2021 | Rap über Hass Vertigo Records / Capitol Records (UMG)              | DE1 Gold · (57 Wo.)DE | AT1 (10 Wo.)AT | CH4 (6 Wo.)CH | Erstveröffentlichung: 28. Mai 2021 Verkäufe: + 100.000    |
| 2024 | Görlitzer Park Eklat Tonträger (WMG)                               | DE1 (17 Wo.)DE | AT1 (7 Wo.)AT | CH4 (7 Wo.)CH | Erstveröffentlichung: 21. Juni 2024                       |

## Auszeichnungen
1 Live Krone

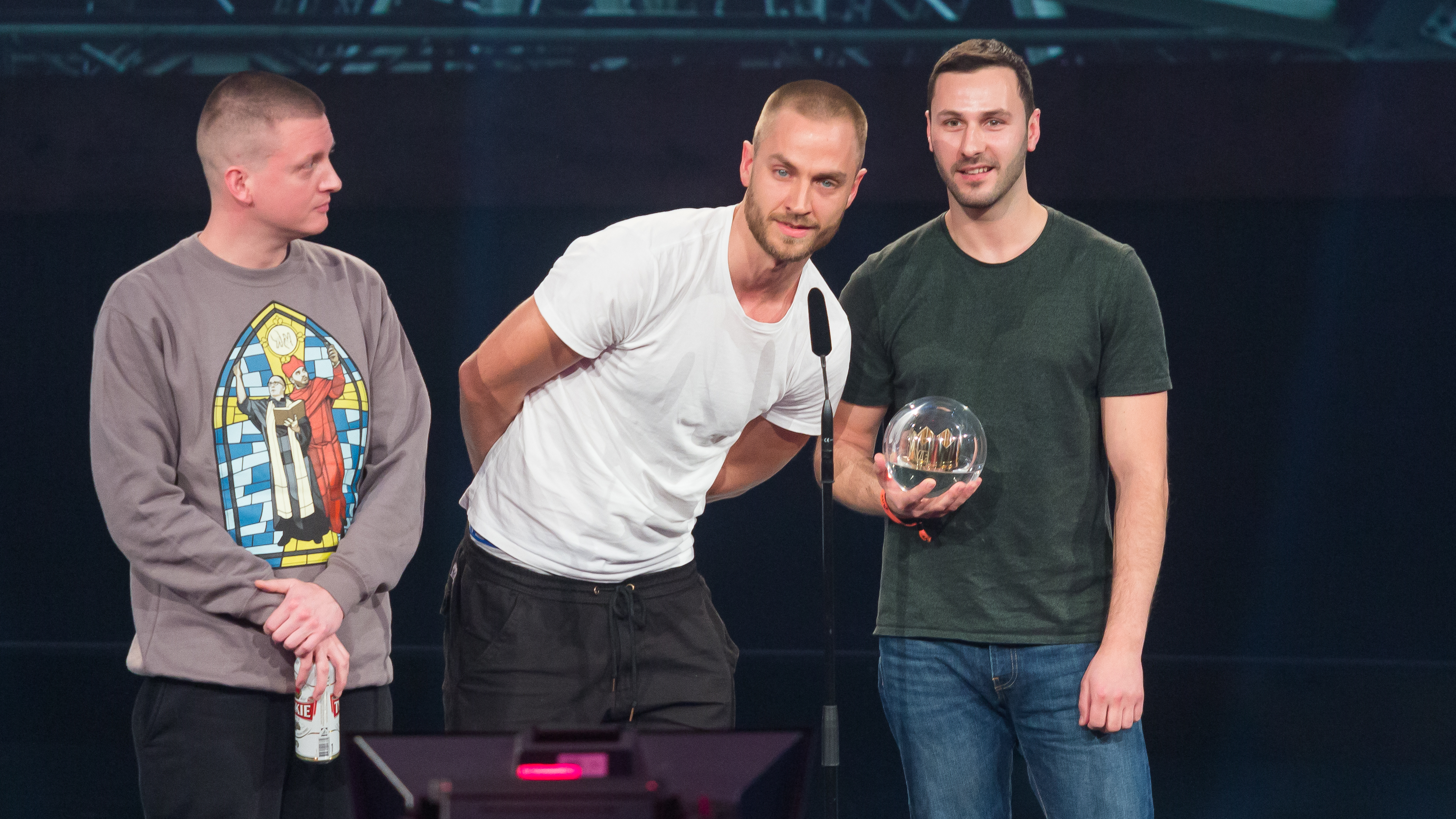
K.I.Z bei der Verleihung der 1 Live Krone für den besten Live-Act 2016

- 2015: in der Kategorie „Bester Live Act“[43]
- 2016: in der Kategorie „Bester Live Act“

Hiphop.de Awards
- 2007: in der Kategorie „Bester Newcomer Deutsch“[44]
- 2009: in der Kategorie „Bester Live-Act“[45]
- 2011: in der Kategorie „Beste Rap-Crew national“[46]
- 2015: in der Kategorie „Bester Song national“ für Hurra die Welt geht unter (mit Henning May)[47]
- 2021: in der Kategorie „Beste Gruppe national“[48]
- 2024: in der Kategorie „Beste Gruppe national“[49]

Preis für Popkultur
- 2019: in der Kategorie „Beeindruckendste Live-Performance“ (Nur für Frauen (Max-Schmeling-Halle Berlin))[50]
- 2025: in der Kategorie „Lieblingssong“ (Frieden)